# Dustin Browder
Dustin Browder – amerykański projektant gier komputerowych; w latach 1999–2005 pracował dla EA, od 2005 roku pracownik Blizzard Entertainment na stanowisku projektanta. Projektant StarCraft II: Wings of Liberty oraz dyrektor gry Heroes of the Storm i dwóch dodatków do StarCraft II. W połowie 2019 roku Browder opuścił Blizzard, a w 2020 przeniósł się do nowej firmy Dreamhaven.

## Życiorys
Dustin Browder jest absolwentem Uniwersytetu Kalifornijskiego w Los Angeles oraz posiada tytuł licencjata z literatury angielskiej.
Browder pracował w branży gier komputerowych od 1995 roku. Od 1995 do 1998 pracował w Activision jako główny projektant gier, odpowiadał m.in. za stworzenie Heavy Gear i Mechwarrior 2: Mercenaries. Następnie w 1999 został zatrudniony na tym samym stanowisku w Electronic Arts, natomiast w 2002 r. został mianowany dyrektorem ds. projektu gier; w 2005 odszedł z EA. Pracował również Simon & Schuster Interactive. Dustin ma duże doświadczenie w tworzeniu gier strategicznych czasu rzeczywistego (RTS), w szczególności jako główny projektant Command & Conquer: Red Alert 2, Command & Conquer: Generals i StarCraft II: Wings of Liberty oraz jako dyrektor projektu serii Władca Pierścieni: Bitwa o Śródziemie.
14 marca 2005 roku Dustin Browder został zatrudniony w Blizzard Entertainment na stanowisko starszego projektanta, którym był do września 2005 roku. W wywiadzie dla serwisu Gamasutra stwierdził, że odszedł ze swojej poprzedniej pracy w EA z tego powodu, gdyż tworzył tam gry, które nie były przeznaczone dla e-sportu. Następnie został mianowany głównym projektantem gier z serii StarCraft. Był odpowiedzialny za produkcję StarCraft II: Wings of Liberty (premiera 27 lipca 2010 roku) oraz dodatku StarCraft II: Heart of the Swarm, który miał premierę 12 marca 2013 roku. Następnie, jako dyrektor gry brał udział w pracach nad grą MOBA pt. Heroes of the Storm i drugim dodatkiem StarCraft II: Legacy of the Void.
Uczestniczył również w serii StarCraft II Battle Report, gdzie był jednym z konferansjerów. Jest znany z bardzo entuzjastycznego komentowania rozgrywek SCII, podczas których często używa powiedzenia "terrible, terrible damage". Zwrot ten stał się na tyle popularny, że został dodany do gry jako kod na nieśmiertelność oraz jako fraza jednostki (Horace Warfield) podczas kampanii dla jednego gracza. Na forum Battle.net używał nicka "Cavez" lub "Rock", natomiast gdy zapowiadał gry na BlizzCon, używał pseudonimu "T-Bone". Ponadto twarz Dustina została wykorzystana do portretu jednostki Goliatha (najemnicy "Kompania Spartan") w StarCraft II.
8 grudnia 2016 Browder poinformował, że przestał być dyrektorem gry Heroes of the Storm (jego miejsce zajął dotychczasowy dyrektor techniczny gry Alan Dabiri) i został przesunięty do tworzenia nowego projektu Blizzarda strzelanki pierwszoosobowej o nazwie Ares. W 2017 roku Browder został przydzielony jako dyrektor gry do tworzenia strzelanki pierwszoosobowej w uniwersum StarCrafta o nazwie kodowej Ares. Jednakże w czerwcu 2019 roku poinformowano, że gra została anulowana, a personel pracujący nad nią został przeniesiony do innych projektów. Kilka miesięcy później po anulowaniu dwóch gier z uniwersum StarCrafta, Browder oraz dwóch innych deweloperów (Eric Dodds i Jason Chayes) odeszło z Blizzarda, co zostało potwierdzone 29 października 2019 roku przez rzecznika prasowego firmy, który stwierdził: "Tak, Eric, Dustin i Jason kilka miesięcy temu podjęli decyzję, aby opuścić Blizzard. Byli i zawsze będą uważani za członków rodziny Blizzarda, a my uwielbialiśmy z nimi pracować przez te wszystkie lata".
23 września 2020 roku ogłoszono powstanie nowej firmy o nazwie Dreamhaven, której prezesem został Michael Morhaime; składa się ona z dwóch studiów deweloperskich, Moonshot Games i Secret Door. Na czele tego pierwszego stanęli byli pracownicy Blizzarda: Dustin Browder, Ben Thompson oraz Jason Chayes.

## Wybrane gry
| Rok  | Tytuł                                           | Rola                                  |
| ---- | ----------------------------------------------- | ------------------------------------- |
| 1996 | MechWarrior 2: Mercenaries                      | Główny projektant, główny scenarzysta |
| 1997 | Heavy Gear                                      | Główny projektant, scenarzysta        |
| 1998 | Battlezone                                      | Beta tester                           |
| 2000 | Command & Conquer: Red Alert 2                  | Główny projektant, scenarzysta        |
| 2001 | Emperor: Battle for Dune                        | Projektant                            |
| 2001 | Command & Conquer: Red Alert 2 – Yuri’s Revenge | Główny projektant                     |
| 2003 | Command & Conquer: Generals                     | Główny projektant                     |
| 2004 | Władca Pierścieni: Bitwa o Śródziemie           | Dyrektor projektu gry                 |
| 2010 | StarCraft II: Wings of Liberty                  | Główny projektant                     |
| 2013 | StarCraft II: Heart of the Swarm                | Dyrektor gry                          |
| 2015 | Heroes of the Storm                             | Dyrektor gry, projektant              |
| 2015 | StarCraft II: Legacy of the Void                | Dyrektor gry                          |
| 2016 | StarCraft II: Nova Covert Ops                   | Dyrektor gry                          |
| bd.  | Ares (anulowana)                                | Dyrektor gry                          |